# Championnats de Norvège de VTT
Les championnats de Norvège de vélo tout terrain sont des compétitions annuelles permettant de délivrer les titres de champions de Norvège de VTT.

## Palmarès masculin

### Cross-country
| Année | Or                    | Argent               | Bronze                |
| ----- | --------------------- | -------------------- | --------------------- |
| 1992  | Rune Høydahl          |                      |                       |
| 1993  | Espen Brouwer         |                      |                       |
| 1994  | Rune Høydahl          |                      |                       |
| 1995  | Espen Brouwer         |                      |                       |
| 1996  | Jan Olav Beitmyren    |                      |                       |
| 1997  | Rune Høydahl          |                      |                       |
| 1998  | Rune Høydahl          |                      |                       |
| 1999  | Håkon Austad          |                      |                       |
| 2000  | Rune Høydahl          |                      |                       |
| 2001  | Frode Michaelsen      |                      |                       |
| 2002  | Håkon Austad          |                      |                       |
| 2003  | Rune Høydahl          | Joachim Bøhler       | Martin Bratland       |
| 2004  | Håkon Austad          | Lars Petter Nordhaug | Geir Lien             |
| 2005  | Martin Bratland       | Stian Boasson Hagen  | Ole Christian Fagerli |
| 2006  | Anders Hovdenes       | Martin Bratland      | Geir Lien             |
| 2007  | Håkon Austad          | Lars Petter Nordhaug | Lars Petter Stormo    |
| 2008  | Lars Petter Nordhaug  | Anders Hovdenes      | Ola Kjøren            |
| 2009  | Anders Hovdenes       | Ola Kjøren           | Håkon Austad          |
| 2010  | Ole Christian Fagerli | Ola Kjøren           | Kristoffer Wohrsen    |
| 2011  | Ole Christian Fagerli | Ola Kjøren           | Håkon Austad          |
| 2012  | Håkon Austad          | Jo Thorson Nordskar  | Ole Hem               |
| 2013  | Edvard Vea Iversen    | Truls Engen Korsæth  | Ola Kjøren            |
| 2014  | Edvard Vea Iversen    | Ola Kjøren           | Sondre Kristiansen    |
| 2015  | Ola Kjøren            | Eskil Evensen-Lie    | Henrik Kippernes      |
| 2016  | Petter Fagerhaug      | Eskil Evensen-Lie    | Ole Hem               |
| 2017  | Petter Fagerhaug      | Ole Hem              | Emil Hasund Eid       |
| 2018  | Petter Fagerhaug      | Martin Emil Siggerud | Erik Haegstad         |
| 2019  | Erik Haegstad         | Emil Hasund Eid      | Eskil Evensen-Lie     |
| 2021  | Erik Haegstad         | Tobias Johannessen   | Knut Røhme            |

### Marathon
| Année | Or                   | Argent           | Bronze               |
| ----- | -------------------- | ---------------- | -------------------- |
| 2004  | Hallvar Barlaup      |                  |                      |
| 2005  | Lars Petter Nordhaug | Truls Haugseth   |                      |
| 2006  | Håkon Austad         | Anders Hovdenes  | Martin Bratland      |
| 2007  | Geir Lien            | Martin Bratland  | Lars Ragnar Manengen |
| 2008  | Martin Bratland      | Geir Lien        | Lars Ragnar Manengen |
| 2010  | Lars Ragnar Manengen | Jo Norskar       | Lars Granberg        |
| 2011  | Lars Ragnar Manengen | Jo Norskar       | Kristoffer Wohrsen   |
| 2012  | Lars Ragnar Manengen | Håkon Austad     | Rune Høydahl         |
| 2014  | Ola Kjøren           | Lars Granberg    | Torbjørn Svanstrøm   |
| 2015  | Carl Fredrik Hagen   | Ola Kjøren       | Lars Granberg        |
| 2016  | Carl Fredrik Hagen   | Petter Fagerhaug | Eirik Bruland        |
| 2017  | Fredrik Haraldseth   | Ole Hem          | Emil Hasund Eid      |
| 2018  | Ole Hem              | Emil Hasund Eid  | Fredrik Haraldseth   |
| 2019  | Ole Hem              | Emil Hasund Eid  | Fredrik Haraldseth   |
| 2021  | Ole Hem              | Emil Hasund Eid  | Fredrik Haraldseth   |

### Descente
| Année | Or                     | Argent                   | Bronze                   |
| ----- | ---------------------- | ------------------------ | ------------------------ |
| 1992  | Rune Høydahl           |                          |                          |
| 1993  | Svenn Fjeldheim        |                          |                          |
| 1994  | Morten Jemtegård       |                          |                          |
| 1995  | Morten Jemtegård       |                          |                          |
| 1996  | Morten Jemtegård       |                          |                          |
| 1997  | Morten Jemtegård       |                          |                          |
| 1998  | Morten Jemtegård       |                          |                          |
| 1999  | Emil Aamli Carlson     |                          |                          |
| 2000  | Trond Hansen           |                          |                          |
| 2001  | Espen Johnsen          |                          |                          |
| 2002  | Tommy Frengen Evensen  |                          |                          |
| 2003  | Espen Johnsen          |                          |                          |
| 2004  | Trond Hansen           |                          |                          |
| 2005  | Espen Johnsen          | Eirik Stuland            | Emil Aamli Carlson       |
| 2006  | Espen Johnsen          |                          |                          |
| 2007  | Espen Johnsen          | Trond Hansen             | Emil Aamli Carlson       |
| 2008  | Espen Johnsen          | Tommy Folkøy             | Oyvind Maehle            |
| 2010  | Espen Johnsen          | Kristoffer Haugland      | Oyvind Maehle            |
| 2011  | Isak Leivsson          | Zakarias Blom Johansen   | Espen Johnsen            |
| 2012  | Isak Leivsson          | Kristoffer Haugland      | Zakarias Blom Johansen   |
| 2013  | Isak Leivsson          | Zakarias Blom Johansen   | Lars Vatnebryn Sandviken |
| 2014  | Isak Leivsson          | Zakarias Blom Johansen   | Lars Vatnebryn Sandviken |
| 2015  | Isak Leivsson          | Lars Vatnebryn Sandviken | Zakarias Blom Johansen   |
| 2016  | Frikk Hess Bolstad     | Simen Smestad            | Lars Vatnebryn Sandviken |
| 2017  | Isak Leivsson          | Henrik Myhrvold          | Ole-Herman Bergby        |
| 2018  | Brage Evensen Vestavik | Frikk Hess Bolstad       | Simen Smestad            |
| 2019  | Brage Evensen Vestavik | Grunde Kvalseth          | Simen Smestad            |
| 2020  | Ole-Herman Bergby      | Simen Smestad            | Magnus Slinger Sørli     |

## Palmarès féminin

### Cross-country
| Année | Or                      | Argent                      | Bronze                |
| ----- | ----------------------- | --------------------------- | --------------------- |
| 1994  | Gjertrud Bø             |                             |                       |
| 1995  | Gunn-Rita Dahle Flesjå  |                             |                       |
| 1997  | Gunn-Rita Dahle Flesjå  |                             |                       |
| 1998  | Gunn-Rita Dahle Flesjå  |                             |                       |
| 1999  | Gunn-Rita Dahle Flesjå  |                             |                       |
| 2000  | Ragnhild Kostøl-Haug    |                             |                       |
| 2001  | Gunn-Rita Dahle Flesjå  | Ragnhild Kostøl-Haug        | Lene Byberg           |
| 2002  | Pernilla Egedius        | Ragnhild Kostøl-Haug        | Lene Byberg           |
| 2003  | Pernilla Egedius        | Lene Byberg                 | Brita Cecilie Mustad  |
| 2004  | Gunn-Rita Dahle Flesjå  |                             |                       |
| 2005  | Gunn-Rita Dahle Flesjå  | Lene Byberg                 | Linda Larsen          |
| 2006  | Lene Byberg             | Linda Larsen                | Maria Kalnæs          |
| 2007  | Lene Byberg             | Maria Kalnæs                | Linda Larsen          |
| 2008  | Elisabeth Sveum         | Linda Larsen                | Gjertrud Bø           |
| 2009  | Gunn-Rita Dahle Flesjå  | Linda Larsen                | Heidi Rosasen Sandstø |
| 2010  | Lene Byberg             | Elisabeth Sveum             | Heidi Rosasen Sandstø |
| 2011  | Gunn-Rita Dahle Flesjå  | Elisabeth Sveum             | Heidi Rosasen Sandstø |
| 2012  | Heidi Rosasen Sandstø   | Lene Byberg                 | Elisabeth Sveum       |
| 2013  | Gunn-Rita Dahle Flesjå  | Lene Byberg                 | Heidi Rosasen Sandstø |
| 2014  | Gunn-Rita Dahle Flesjå  | Lene Byberg                 | Ingrid Bøe Jacobsen   |
| 2015  | Gunn-Rita Dahle Flesjå  | Elisabeth Sveum             | Ingrid Bøe Jacobsen   |
| 2016  | Elisabeth Sveum         | Ingrid Bøe Jacobsen         | Marit Sveen           |
| 2017  | Gunn-Rita Dahle Flesjå  | Elisabeth Sveum             | Ingrid Bøe Jacobsen   |
| 2018  | Gunn-Rita Dahle Flesjå  | Hildegunn Gjertrud Hovdenak | Elisabeth Sveum       |
| 2019  | Marit Sveen             | Elisabeth Sveum             | Sylvi Sommer          |
| 2021  | Helene Marie Fossesholm | Elisabeth Sveum             | Ingrid Bøe Jacobsen   |

### Marathon
| Année | Or                          | Argent                      | Bronze                      |
| ----- | --------------------------- | --------------------------- | --------------------------- |
| 2005  | Lene Byberg                 | Linda Larsen                | Camilla Hott Johansen       |
| 2006  | Lene Byberg                 | Camilla Hott Johansen       | Linda Bahr                  |
| 2007  | Linda Larsen                | Anne Kristin Haeg           | Randi Warland               |
| 2010  | Linda Larsen                | Hanne Trønnes               | Borghild Løvset             |
| 2011  | Borghild Løvset             | Hanne Trønnes               | Heidi Rosasen Sandstø       |
| 2012  | Borghild Løvset             | Heidi Rosasen Sandstø       | Hanne Trønnes               |
| 2014  | Borghild Løvset             | Mari Trønnes                | Hildegunn Gjertrud Hovdenak |
| 2015  | Hildegunn Gjertrud Hovdenak | Borghild Løvset             | Mari Trønnes                |
| 2016  | Jeanette Persson            | Sunniva Dring               | Berit Gjelten               |
| 2017  | Jeanette Persson            | Hildegunn Gjertrud Hovdenak | Sunniva Dring               |
| 2018  | Borghild Løvset             | Hildegunn Gjertrud Hovdenak | Sunniva Dring               |
| 2019  | Elisabeth Sveum             | Sunniva Dring               | Martine Stenbro             |
| 2021  | Elisabeth Sveum             |                             |                             |

### Descente
| Année | Or                    | Argent                 | Bronze                 |
| ----- | --------------------- | ---------------------- | ---------------------- |
| 1998  | Gjertrud Bø           |                        |                        |
| 2007  | Anita Ager-Wick       | Anne Mai Sletten       | Elise Koren            |
| 2008  | Anita Ager-Wick       | Anne Mai Sletten       | Thea Johansen Libakken |
| 2010  | Birgitte Løwe Johnsen | Silje Katarina Holmsen | Hege Carlsen           |
| 2011  | Anita Ager-Wick       | Linn Sønderland        | Guro Stjernvang        |
| 2012  | Marianne Ruud         | Guro Stjernvang        | Helene Thon Moland     |
| 2013  | Anita Ager-Wick       | Guro Stjernvang        | Alice Grindheim        |
| 2014  | Anita Ager-Wick       | Marianne Ruud          | Alice Grindheim        |
| 2015  | Hilde Straedet        | Vera Leivsdottir       | Frida Helena Rønning   |
| 2016  | Hilde Straedet        | Vera Leivsdottir       | Helene Thon Moland     |
| 2017  | Frida Helena Rønning  | Vera Leivsdottir       | Anna Littorin Sandbu   |
| 2018  | Hilde Straedet        | Vera Leivsdottir       |                        |
| 2019  | Hilde Straedet        | Frida Helena Rønning   | Vera Leivsdottir       |
| 2020  | Mille Johnset         |                        |                        |